# Gul kirurg
Gul kirurg (Zebrasoma flavescens) tillhör kirurgfiskfamiljen. Den äter främst alger. Gul kirurg är en populär akvariefisk, den är fredlig förutom mot individer av sin egen art eller fiskar som ser snarlika ut. 

## Utseende
Den gula kirurgen kan bli upp till 18 cm lång. Honor blir lite mindre än hannar. Liksom de allra flesta kirurgfiskar är den mycket smal i sidled, ungefär 2 centimeter som mest. Hannarna brukar bli något större än honorna. Båda könen är lysande gula. På natten framträder en brunaktig fläck i mitten av varje sida, med ett horisontellt vitt band igenom. När dagsljuset återkommer återtar de snabbt den heltäckande svavelgula färgen. 
Ryggfenan och stjärtfenan är nästan som fortsättningar av kroppen, vilket ger fisken en pil-lik form. Den har en nos-liknande mon som den använder för att beta alger från stenar och koraller. Kosten är i stort sett uteslutande vegetarisk. 

## Livsmiljö
Gul kirurg återfinns vanligen på grunda rev, från 2 till 81 meters djup i Stilla havet och Indiska oceanen, väster om Hawaii och öster om Japan. Arten hittas vid korallrev och i laguner.

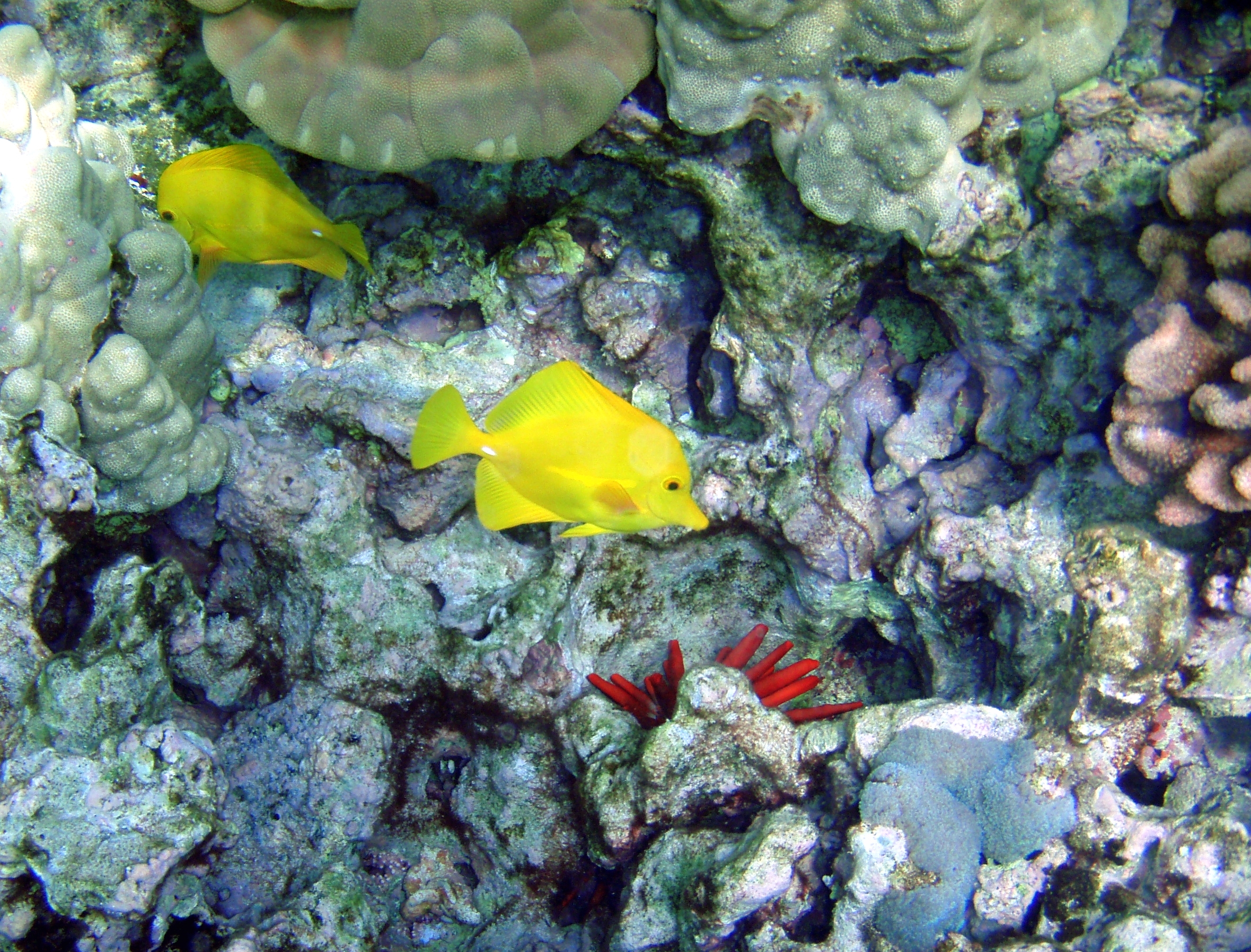
Gul kirurg i sin naturliga livsmiljö i Kailua-Kona

## Ekologi
När individen är 4 till 5 år gammal (hannar) eller 5 till 7 år gammal (honor) lämnar den djupare havsregioner. Utanför parningstider lever hannar och honor skilda från varandra. Honor blir könsmogna när de är 13 cm långa och de kan lägga en miljon ägg under ett år. Vandringar sker även beroende på dagstid. Exemplaren kan leva 41 år.

## Hot
Korallrevens försvinnande påverkar beståndet. Flera exemplar fångas och säljs som akvariedjur. Hela populationen är fortfarande stor. 
IUCN listar arten som livskraftig (LC).